# Салтыков, Василий Фёдорович (1672)
Граф (1730) Васи́лий Фёдорович Салтыко́в (1672 — 5 (16) октября 1730, Москва) — родной дядя императрицы Анны Иоанновны, московский генерал-губернатор (1730), действительный тайный советник. Брат царицы Прасковьи Фёдоровны.

## Биография
Сын боярина Фёдора Петровича из рода Салтыковых и его жены Анны Михайловны, урожд. Татищевой. В царствование Петра Великого не занимал никаких заметных постов; сохранял звание кравчего, полученное им ещё до начала преобразований (в 1690 г.) и только в последние годы царствования Петра переменил русское название на иностранное — обер-шенка.
При этом Салтыков пользовался родственным расположением царицы Прасковьи Фёдоровны и её дочерей, царевен Екатерины и Прасковьи, и был близок к её двору. При петербургском же дворе он появлялся, как кажется, только в редких случаях торжественных церемоний, как, например, при приёме английского чрезвычайного посла Уитворта, когда он сопровождал посла на аудиенцию в карете государя и затем должен был «трактовать» его в течение трёх дней.
По воцарении императрицы Анны Иоанновны её родной дядя был осыпан милостями: пожалован был в 1730 году графским достоинством, чином действительного тайного советника, и сделан московским генерал-губернатором, но в том же году, 5 октября, умер и был похоронен с большою пышностью в Вознесенской обители. Потомства по себе не оставил.

## Бракоразводный процесс
По смерти своей первой жены Аграфены Петровны, урождённой княжны Прозоровской (8 февраля 1707 г.), Василий Фёдорович вступил в брак с княжной Александрой Григорьевной Долгоруковой, при этом «открыто блудил с дворовой». Этот второй брак окончился разводом, наделавшим много шума. Феофан Прокопович откликнулся на событие сочинением «О правильном разводе мужа и жены».
Жалоба Салтыковой на мужа была поддержана её отцом князем Григорием Федоровичем Долгоруким, который в феврале 1721 г. бил челом государю, что зять его, кравчий Салтыков, жену свою «имел в любви не малое время, а потом обратился немилостию, по наговору людей своих безвинно бил мучительски и голодом морил и хотел в Митаве убить до смерти, и, что было её, всё ограбил». Салтыков оправдывался тем, что он жену свою «безвинно не бивал, а когда какую противность и непослушание мне учинит, тогда её своеручно бивал», и что она «к милости его не превращала, всегда его не слушала и невежничала многими досадными словами».
Дело это, кончившееся разводом, тянулось очень долго, несмотря на медицинское освидетельствование побоев Салтыковой доктором Бидлоо. По словам Семевского, из судебных материалов выступают черты характера Салтыкова, общие у него с царственной сестрой, — «самоуправство, хитрость, пронырливость, грубость обращения, доходящая до жестокости».